# 1994-es sakkolimpia
A 31. nyílt és 16. női sakkolimpiát 1994. november 30. és december 15. között rendezték meg Oroszország fővárosában, Moszkvában. A rendezvény a Nemzetközi Sakkszövetség (FIDE) égisze alatt került lebonyolításra. A versenyen nyílt és női kategóriában indulhattak a nevező országok csapatai. A verseny helyszíne a Cosmos Hotel volt.
Az Élő-pontok alapján a nyílt versenyben szereplő csapatunk a kiugró, 2714-es átlagértékszámmal rendelkező orosz válogatottól lemaradva, az üldözőbolyban, a 2630-as angol, és a 2624-es ukrán csapat mögött a 4. legerősebbnek lett rangsorolva, és bár csak 1 ponttal maradtak le a dobogóról, 8. helyezésük némi csalódást jelentett.
Női válogatottunk Polgár Zsuzsával, Polgár Zsófival és Mádl Ildikóval (Polgár Judit nélkül, aki a nyílt verseny 1. tábláján játszott) 2472-es átlag Élő-pontszáma alapján a legerősebb volt a mezőnyben, de szorosan követte a magyarokat az olimpiai bajnoki címet védő grúz válogatott, amelynek 2463 volt a pontértéke. E két csapat kiemelkedett a mezőnyből, és végig nagy harcot vívott az első helyért, amelyet a grúz válogatott szerzett meg, a magyar csapatnak meg kellett elégednie az ezüstéremmel.

## A versenyzők
A nyílt versenyre 124 csapat 716 versenyzője nevezett, köztük 145 nemzetközi nagymester és 162 nemzetközi mester. A női versenyen 81 csapatban 321 fő vett részt, köztük 3 nemzetközi nagymester, 5 nemzetközi mester, 30 női nemzetközi nagymester és 79 női nemzetközi mester.

## A verseny menete
A nyílt és a női verseny egymástól külön, 14 fordulós svájci rendszerben került megrendezésre. A nyílt versenyben a csapatok 6 főt nevezhettek, akik közül egy-egy fordulóban 4-en játszottak. A női versenyben 4 fő nevezésére volt lehetőség, akik közül egy időben hárman játszhattak. A csapatot alkotó versenyzők között előzetesen fel kellett állítani az erősorrendet, és azt meg kellett adni a versenybíróknak. A leadott erősorrendnek nem kell megegyeznie a versenyzők Élő-értékszámának sorrendjével. Az egyes fordulókban ennek az erősorrendnek a figyelembe vételével alkottak párokat az egymással játszó a csapatok.
Az egyes játszmákban a játékosoknak fejenként 2 óra állt rendelkezésre 40 lépés megtételére, majd 20 lépésenként további 1-1 óra.
A csapatok pontszámát az egyes játékosok által elért eredmények összege adja. Egy játszmában a győzelemért 1 pont, a döntetlenért fél pont jár. A végeredmény, a csapatpontszám az így szerzett pontok alapján kerül meghatározásra.
Az olimpiai kiírás szerint holtverseny esetén elsődlegesen a Buchholz-számítás dönt. Ha ez is egyenlő, akkor a csapatpontszámokat veszik figyelembe oly módon, hogy egy csapatgyőzelem 2 pontot, a döntetlen 1 pontot ér.

## A nyílt verseny

### A verseny végeredménye
| #  | Ország                    | Átlag Élő-pont | Pont | Buchholz |
| -- | ------------------------- | -------------- | ---- | -------- |
| 1  | Oroszország               | 2714           | 37½  |          |
| 2  | Bosznia-Hercegovina       | 2585           | 35   |          |
| 3  | Oroszország „B”           | 2570           | 34½  | 457,5    |
| 4  | Anglia                    | 2630           | 34½  |          |
| 5  | Bulgária                  | 2570           | 34   | 453,0    |
| 6  | Hollandia                 | 2610           | 34   | 450,5    |
| 7  | Amerikai Egyesült Államok | 2598           | 34   | 432,5    |
| 8  | Magyarország              | 2619           | 33½  | 449,5    |
| 9  | Ukrajna                   | 2624           | 33½  | 448,5    |
| 10 | Grúzia                    | 2564           | 33½  | 446,5    |

### Az egyéni érmesek
Éremmel díjazták a legjobb teljesítményértéket elérő versenyzőket, valamint táblánként a három legjobb százalékot elért versenyzőt. A magyar csapatból Portisch Lajos a 2. táblán elért eredményéért ezüst, a teljesítményértéke alapján bronzérmet szerzett.

#### Teljesítményérték alapján
|           | Versenyző           | Ország       | Tábla | Pont | Játszma | Élő-pont | Telj. érték |
| --------- | ------------------- | ------------ | ----- | ---- | ------- | -------- | ----------- |
| Aranyérem | Veszelin Topalov    | Bulgária     | 1     | 8,5  | 12      | 2645     | 2781        |
| Ezüstérem | Daniel Hugo Cámpora | Argentína    | 1     | 7,5  | 9       | 2560     | 2776        |
| Bronzérem | Portisch Lajos      | Magyarország | 2     | 7    | 9       | 2610     | 2766        |

#### Első tábla
|           | Versenyző           | Ország        | Élő-pont | Pont | Játszma | Százalék |
| --------- | ------------------- | ------------- | -------- | ---- | ------- | -------- |
| Aranyérem | Daniel Hugo Cámpora | Argentína     | 2560     | 7,5  | 9       | 83,3     |
| Ezüstérem | Leonhard Müller     | Namíbia       | -        | 8    | 10      | 80       |
| Bronzérem | Valery Atlas        | Liechtenstein | 2450     | 10   | 13      | 76,9     |

#### Második tábla
|           | Versenyző      | Ország     | Élő-pont | Pont | Játszma | Százalék |
| --------- | -------------- | ---------- | -------- | ---- | ------- | -------- |
| Aranyérem | Carlos Dávila  | Nicaragua  | 2280     | 11   | 14      | 78,6     |
| Ezüstérem | Portisch Lajos | HUN        | 2610     | 7    | 9       | 77,8     |
| Bronzérem | Jaan Ehlvest   | Észtország | 2600     | 10,5 | 14      | 75       |

#### Harmadik tábla
|           | Versenyző                     | Ország      | Élő-pont | Pont | Játszma | Százalék |
| --------- | ----------------------------- | ----------- | -------- | ---- | ------- | -------- |
| Aranyérem | Ennio Arlandi                 | Olaszország | 2425     | 7,5  | 9       | 83,3     |
| Ezüstérem | Bernal Manuel González Acosta | Costa Rica  | 2375     | 9    | 11      | 81,8     |
| Bronzérem | Peter Heine Nielsen           | Dánia       | 2425     | 7    | 9       | 77,8     |

#### Negyedik tábla
|           | Versenyző       | Ország                    | Élő-pont | Pont | Játszma | Százalék |
| --------- | --------------- | ------------------------- | -------- | ---- | ------- | -------- |
| Aranyérem | Yasser Seirawan | Amerikai Egyesült Államok | 2585     | 8,5  | 10      | 85       |
| Ezüstérem | Pablo Zarnicki  | Argentína                 | 2475     | 10,5 | 13      | 80,8     |
| Bronzérem | Jón Árnason     | Izland                    | 2525     | 7,5  | 10      | 75       |

#### Ötödik játékos (első tartalék)
|           | Versenyző           | Ország           | Élő-pont | Pont | Játszma | Százalék |
| --------- | ------------------- | ---------------- | -------- | ---- | ------- | -------- |
| Aranyérem | Viacheslav Dydyshko | Fehéroroszország | 2510     | 9    | 11      | 81,8     |
| Ezüstérem | Fernie Donguines    | Fülöp-szigetek   | 2380     | 7    | 9       | 81,8     |
| Bronzérem | Shaker Al Afoo      | Bahrein          | -        | 9,5  | 13      | 73,0     |

#### Hatodik játékos (második tartalék)
|           | Versenyző         | Ország        | Élő-pont | Pont | Játszma | Százalék |
| --------- | ----------------- | ------------- | -------- | ---- | ------- | -------- |
| Aranyérem | Brian Kelly       | Írország      | 2175     | 5,5  | 7       | 78,6     |
| Ezüstérem | Rashid Khouseinov | Tádzsikisztán | -        | 8    | 11      | 72,7     |
| Bronzérem | Marcin Kamiński   | Lengyelország | 2440     | 7    | 10      | 70       |

### A magyar eredmények
A magyar csapat összeállításának érdekessége, hogy az 1. táblán Polgár Judit játszott, valamint bekerült a magyar válogatottba az 1979/80-as junior sakk-Európa-bajnokságon még orosz színekben aranyérmet szerzett, 1993-ban magyar állampolgárságot kapott Csernyin Alexander, és először szerepelt olimpián a válogatottban két fiatal nagymester: Lékó Péter és Almási Zoltán.
| Forduló                            | Ellenfél                           | Polgár Judit 2630     | Polgár Judit 2630 | Portisch Lajos 2610 | Portisch Lajos 2610 | Csernyin Alexander 2615 | Csernyin Alexander 2615 | Almási Zoltán 2620 | Almási Zoltán 2620 | Ribli Zoltán 2605    | Ribli Zoltán 2605 | Lékó Péter 2555          | Lékó Péter 2555 | Pont |
| ---------------------------------- | ---------------------------------- | --------------------- | ----------------- | ------------------- | ------------------- | ----------------------- | ----------------------- | ------------------ | ------------------ | -------------------- | ----------------- | ------------------------ | --------------- | ---- |
| 1                                  | Marokkó                            | Hamdouchi 2530        | 1                 |                     |                     | Bousfiha -              | 1                       | Bintafrit -        | 1                  |                      |                   | Skalli 2235              | 1               | 4    |
| 2                                  | Lengyelország                      | Kuczyński 2515        | 0                 | Schmidt 2460        | 1                   | Gdański 2505            | 1                       | Markowski 2475     | ½                  |                      |                   |                          |                 | 2½   |
| 3                                  | Görögország                        | Skembris 2525         | 1                 | Kotronias 2545      | ½                   | Nikolaidis 2460         | 0                       | Grivas 2475        | ½                  |                      |                   |                          |                 | 2    |
| 4                                  | Spanyolország                      | Illescas Córdoba 2590 | 0                 |                     |                     |                         |                         | Magem Badals 2520  | ½                  | Comas i Fabregó 2500 | ½                 | San Segundo Camillo 2485 | 1               | 2    |
| 5                                  | Amerikai Egyesült Államok          | Gulko 2590            | 1                 | Yermolinsky 2590    | ½                   |                         |                         | Benjamin 2610      | ½                  |                      |                   | Seirawan 2585            | ½               | 2½   |
| 6                                  | Románia                            | Marin 2520            | ½                 | Ionescu 2465        | 1                   | Istrătescu 2515         | ½                       |                    |                    |                      |                   | Lupu 2420                | ½               | 2½   |
| 7                                  | Anglia                             | Short 2655            | ½                 |                     |                     |                         |                         | Adams 2640         | ½                  | Speelman 2600        | ½                 | Hodgson 2580             | ½               | 2    |
| 8                                  | NSZK                               | Juszupov 2655         | 0                 |                     |                     | Hübner 2605             | ½                       | Lobron 2580        | ½                  |                      |                   | Hertneck 2605            | ½               | 1½   |
| 9                                  | Észak-Macedónia                    | Mitkov 2495           | 1                 | Bogdanovski 2465    | 1                   |                         |                         | Jacimović 2400     | 1                  | Kutirov 2330         | 1                 |                          |                 | 4    |
| 10                                 | Jugoszlávia                        | Ljubojević 2580       | ½                 | Damjanović 2505     | 1                   | Popović 2530            | ½                       |                    |                    | Miladinović 2500     | ½                 |                          |                 | 2½   |
| 11                                 | Bosznia-Hercegovina                | Nikolić 2655          | 0                 | Sokolov 2625        | 1                   |                         |                         | Kurajica 2565      | 0                  |                      |                   | Dizdarević 2495          | ½               | 1½   |
| 12                                 | Örményország                       |                       |                   | Vaganjan 2645       | ½                   | Akopjan 2630            | ½                       | Lputijan 2590      | 0                  |                      |                   | Anastasian 2540          | 1               | 2    |
| 13                                 | Csehország                         | Smejkal 2510          | ½                 |                     |                     | Hráček 2530             | ½                       |                    |                    | Mokrý 2530           | 1                 | Meduna 2485              | ½               | 2½   |
| 14                                 | Ukrajna                            | Ivancsuk 2695         | ½                 | Malaniuk 2610       | ½                   |                         |                         | Romanyisin 2605    | ½                  |                      |                   | Frolov 2540              | ½               | 2    |
| Szerzett pontszám (Játszmák száma) | Szerzett pontszám (Játszmák száma) | 6½ (13)               | 6½ (13)           | 7 (9)               | 7 (9)               | 3½ (7)                  | 3½ (7)                  | 6 (11)             | 6 (11)             | 4 (6)                | 4 (6)             | 6½ (10)                  | 6½ (10)         |      |
| Teljesítményérték                  | Teljesítményérték                  | 2578                  | 2578              | 2766                | 2766                | 2467                    | 2467                    | 2535               | 2535               | 2614                 | 2614              | 2607                     | 2607            |      |

## Női verseny

### A női verseny végeredménye
| #  | Ország       | Átlag pontérték | Pont | Buchholz |
| -- | ------------ | --------------- | ---- | -------- |
| 1  | Grúzia       | 2463            | 32   |          |
| 2  | Magyarország | 2472            | 31   |          |
| 3  | Kína         | 2420            | 27   | 351,0    |
| 4  | Románia      | 2357            | 27   | 346,0    |
| 5  | Ukrajna      | 2340            | 25   |          |
| 6  | Észtország   | 2255            | 24½  | 336,5    |
| 7  | Németország  | 2352            | 24½  | 326,0    |
| 8  | Anglia       | 2270            | 24½  | 320,5    |
| 9  | Izrael       | 2260            | 24   | 346,0    |
| 10 | Oroszország  | 2382            | 24   | 342,0    |

### Egyéni érmesek
A magyar csapat tagjai közül Polgár Zsófia érte el a mezőnyben a legmagasabb teljesítményértéket, valamint a 2. táblán 14 játszmából szerzett 12,5 pontjával a legmagasabb százalékot, ezzel két egyéni aranyérmet nyert. Polgár Zsuzsa az 1. táblán ezüstérmet szerzett.

#### Teljesítményérték alapján
|           | Versenyző          | Ország       | Tábla | Pont | Játszma | Élő-pont | Telj.érték |
| --------- | ------------------ | ------------ | ----- | ---- | ------- | -------- | ---------- |
| Aranyérem | Polgár Zsófia      | Magyarország | 2     | 12,5 | 14      | 2450     | 2625       |
| Ezüstérem | Maia Csiburdanidze | Grúzia       | 1     | 8,5  | 11      | 2505     | 2612       |
| Bronzérem | Elena Sedina       | Ukrajna      | 4     | 10,5 | 12      | 2335     | 2605       |

#### Első tábla
|           | Versenyző               | Ország                                  | Élő-pont | Pont | Játszma | Százalék |
| --------- | ----------------------- | --------------------------------------- | -------- | ---- | ------- | -------- |
| Aranyérem | Lubov Zsiltsova-Lisenko | International Braille Chess Association | 2200     | 10,5 | 13      | 80,8     |
| Ezüstérem | Polgár Zsuzsa           | Magyarország                            | 2550     | 11   | 14      | 78,6     |
| Bronzérem | Maia Csiburdanidze      | Grúzia                                  | 2505     | 8,5  | 11      | 77,3     |

#### Második tábla
|           | Versenyző       | Ország       | Élő-pont | Pont | Játszma | Százalék |
| --------- | --------------- | ------------ | -------- | ---- | ------- | -------- |
| Aranyérem | Polgár Zsófia   | Magyarország | 2450     | 12,5 | 14      | 89,3     |
| Ezüstérem | Nana Ioszeliani | Grúzia       | 2435     | 8,5  | 11      | 77,3     |
| Bronzérem | Barbara Hund    | Svájc        | 2255     | 7,5  | 10      | 75       |

#### Harmadik tábla
|           | Versenyző              | Ország    | Élő-pont | Pont | Játszma | Százalék |
| --------- | ---------------------- | --------- | -------- | ---- | ------- | -------- |
| Aranyérem | Amelia Hernández       | Venezuela |          | 8,5  | 9       | 94,4     |
| Ezüstérem | Corina-Isabela Peptan  | Románia   | 2255     | 9,5  | 12      | 79,2     |
| Bronzérem | Ketevan Arakhmia-Grant | Grúzia    | 2455     | 8    | 11      | 72,7     |

#### Negyedik játékos (tartalék)
|           | Versenyző    | Ország  | Élő-pont | Pont | Játszma | Százalék |
| --------- | ------------ | ------- | -------- | ---- | ------- | -------- |
| Aranyérem | Elena Sedina | Ukrajna | 2335     | 10,5 | 12      | 87,5     |
| Ezüstérem | Csu Csen     | Kína    | 2265     | 9,5  | 12      | 79,2     |
| Bronzérem | Nino Gurieli | Grúzia  | 2390     | 7    | 9       | 77,8     |

### A magyar eredmények
| Forduló                            | Ellenfél                           | Polgár Zsuzsa 2550           | Polgár Zsuzsa 2550 | Polgár Zsófia 2450   | Polgár Zsófia 2450 | Mádl Ildikó 2415     | Mádl Ildikó 2415 | Csonkics Tünde 2320 | Csonkics Tünde 2320 | Pont |
| ---------------------------------- | ---------------------------------- | ---------------------------- | ------------------ | -------------------- | ------------------ | -------------------- | ---------------- | ------------------- | ------------------- | ---- |
| 1                                  | Franciaország                      | Botan 2225                   | 1                  | Dubois 2050          | 1                  | Nicoara 2140         | 1                |                     |                     | 3    |
| 2                                  | Kuba                               | Hernández Estévez 2210       | 1                  | Arribas Robaina 2200 | 1                  | Frometa 2180         | 1                |                     |                     | 3    |
| 3                                  | Grúzia                             | Maia Csiburdanidze 2505      | ½                  | Ioszeliani 2435      | ½                  | Arakhamia-Grant 2450 | ½                |                     |                     | 1½   |
| 4                                  | Amerikai Egyesült Államok          | Donaldson-Ahmilovszkaja 2410 | 1                  | Belakovszkaja 2320   | 1                  | Tverszkaja 2155      | 1                |                     |                     | 3    |
| 5                                  | Ukrajna                            | Cheluskina 2370              | 1                  | Gaponenko 2315       | ½                  | Sedina 2335          | 0                |                     |                     | 1½   |
| 6                                  | Oroszország „B”                    | Kulish 2250                  | ½                  | Strutinskaya 2235    | 1                  | Roschina 2180        | 0                |                     |                     | 1½   |
| 7                                  | Észtország                         | Tsõganova 2260               | ½                  | Fomina 2260          | 1                  | Pärnpuu 2235         | ½                |                     |                     | 2    |
| 8                                  | Azerbajdzsán                       | Sofieva 2385                 | 1                  | Velikhanli 2315      | 1                  | Kadimova 2355        | 1                |                     |                     | 3    |
| 9                                  | Moldova                            | Seremetyeva 2285             | ½                  | Skripcsenko 2270     | 1                  | Agababean 2205       | ½                |                     |                     | 2    |
| 10                                 | Kína                               | Hszie Csün 2515              | ½                  | Csin Kan-jing 2375   | ½                  |                      |                  | Csu Csen 2265       | 0                   | 1    |
| 11                                 | Románia                            | Radu 2320                    | 1                  | Peptan 2255          | 1                  |                      |                  | Nuţu-Gajic 2345     | 0                   | 2    |
| 12                                 | Oroszország                        | Matveeva 2450                | 1                  | Shumiakina 2330      | 1                  | Kovalevszkaja 2290   | ½                |                     |                     | 2½   |
| 13                                 | Izrael                             | Klinova 2295                 | ½                  | Segal 1220           | 1                  | Tsifanskaya 2230     | ½                |                     |                     | 2    |
| 14                                 | Kazahsztán                         | Sakhatova 2300               | 1                  | Uskova 2250          | 1                  | Girkiyan-Klink 2170  | 1                |                     |                     | 3    |
| Szerzett pontszám (Játszmák száma) | Szerzett pontszám (Játszmák száma) | 11 (14)                      | 11 (14)            | 12½ (14)             | 12½ (14)           | 7½ (10)              | 7½ (10)          | 0 (2)               | 0 (2)               |      |
| Teljesítményérték                  | Teljesítményérték                  | 2571                         | 2571               | 2625                 | 2625               | 2339                 | 2339             |                     |                     |      |